# Institut für Arbeitschutz der Deutschen Gesetzlichen Unfallversicherung
O Instituto da Sociedade Cooperativa Profissional da Segurança e Saúde Ocupacional (em alemão:Institut für Arbeitschutz der Deutschen Gesetzlichen Unfallversicherung (IFA) ou em inglês:Institute for Occupational Safety and Health) é um instituto público de pesquisa e de controle pertencente às cooperativas profissionais alemãs com sede em Sankt Augustin perto de Bonn.
No sistema de segurança social alemão, este instituto encarrega-se de pesquisas no campo da medicina ocupacional e fornece recomendações técnicas às Berufsgenossenschaften, com vista a reduzir os riscos de acidentes de trabalho e doenças profissionais.

## Tarefas
O instituto apoia as Berufsgenossenschaften industriais e suas instituições no campo de questões técnicas relativas a problemáticas das ciências naturais da segurança no trabalho e proteção da saúde:
- Pesquisa, desenvolvimento e controle
- Controle de produtos e matérias
- Medidas industriais e aconselhamento
- Apoio na acção normativa e jurídica
- Divulgação de informação técnica especializada.

O instituto também está activo para empresas produtoras referente: 
- Controle e certificação de produtos
- Certificação de Sistemas de Gestão de Qualidade.

## Áreas de especialidade
- Influências químicas/biologicas (Poeiras, Gases, Vapores)
  - Análise de matérias perigosas orgânicas e certas anorgânicas
  - Análise de metais perigosos